# IC 550
IC 550 — галактика типу S0 (спіральна галактика) у сузір'ї Гідра.
Цей об'єкт міститься в оригінальній редакції індексного каталогу.